# Socialdemokraterna (Österrike)

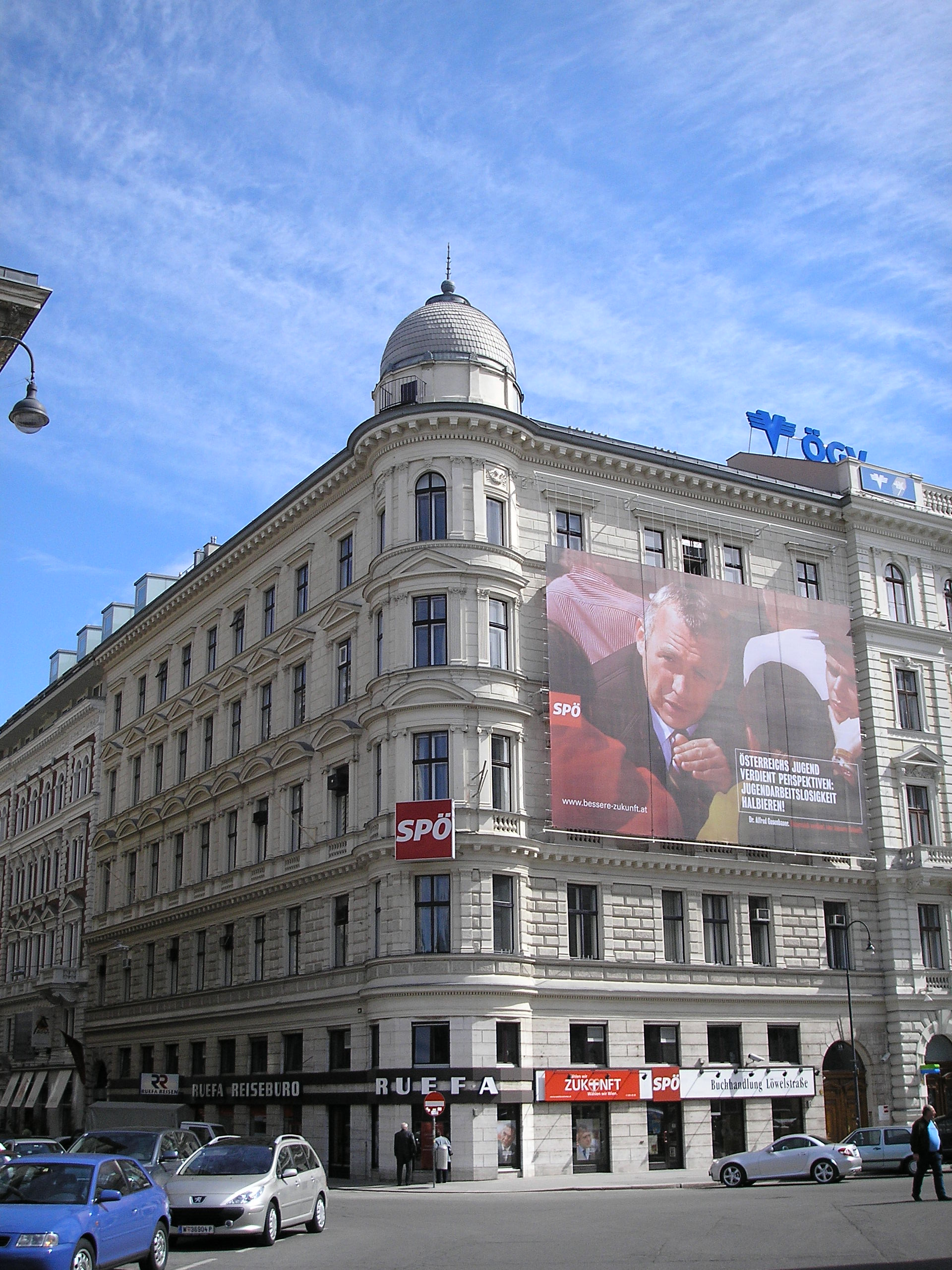
Partikansliet i Wien

Österrikes socialdemokratiska parti (tyska: Sozialdemokratische Partei Österreichs, förkortning: SPÖ) är ett socialdemokratiskt parti i Österrike, bildat 1889 som Österrikes socialdemokratiska arbetarparti (Sozialdemokratische Arbeiterpartei Österreichs, SDAPÖ). Mellan 1945 och 1991 hette partiet Österrikes socialistiska parti (Sozialistische Partei Österreichs).

## Historia
Partiet grundades av Victor Adler i Wien 1889 under tiden dubbelmonarkin Österrike-Ungern ännu existerade. Partiet kom inte på någon nivå att uppnå inflytande i landets inrikespolitik under resten av kejsardömets historia.
Efter att kejsar Karl I avsagt sig tronen och Österrike-Ungern gått under i slutet av första världskriget uppstod ett maktvakuum på statlig och kommunal nivå. Republiken Österrike utropades 1919 och i samma skede infördes bland annat demokrati och allmän rösträtt.
Partiet hade sitt överlägset starkaste fäste i Wien där partiet styrde ensamt 1919–1934 och i mindre utsträckning i industriområden i Oberösterreich och Steiermark. Splittringarna mellan storstaden Wien och det övriga agrara Österrike som dominerades av katolsk-reaktionära grupper och Kristligtsociala partiet (CS) ledde till österrikiska inbördeskriget som i sin tur slutade med förlust för socialdemokraternas skyddstrupper och till att partiet förbjöds 1934. Under Nazitysklands styre 1938–1945 förföljdes partiets medlemmar och internerades i koncentrationsläger.
Efter 1945 återuppstod SPÖ. De första tjugo åren regerades Österrike av en stor koalition bestående av ÖVP och SPÖ som kunde stödja sig på en förkrossande majoritet i parlamentet (över 90% av ledamöterna kom från regeringspartierna). Tillsammans med det kristdemokratiska Österrikiska folkpartiet (ÖVP) förde man igenom statsfördraget som kom att leda till landets slutliga självständighet 1955. Partiet har satt stor prägel på efterkrigstidens Österrike.
År 1967 blev Bruno Kreisky partiledare och 1970 kunde partiet efter nationalrådsvalet för första gången i andra republiken bilda en egen regering. Kreisky ledde en socialdemokratisk minoritetsregering till 1971 och sedan med parlamentarisk majoritet fram till 1983. Under hans tid byggdes den moderna österrikiska välfärdsstaten. Därefter satt Fred Sinowatz som förbundskansler med stöd av det då liberala Frihetspartiet (FPÖ) fram till 1986 när Jörg Haider blev FPÖ:s partiledare. Mellan 1986 och 1997 bildade SPÖ en koalition med ÖVP med Franz Vranitzky som förbundskansler. Koalitionen bestod ända fram till 1999 med Viktor Klima som förbundskansler. SPÖ gjorde en brakförlust i nationalrådsvalet 1999 som ledde i förlängningen till en koalition mellan ÖVP och det högerpopulistiska FPÖ.
Viktor Klima ersattes år 2000 av Alfred Gusenbauer som partiledare som dock fick se sitt parti rejält försvagat i 2002 års nationalrådsval då ÖVP nästan fick egen majoritet. Efter nationalrådsvalet 2006 ledde förhandlingar mellan SPÖ och ÖVP till att ÖVP:s partiledare Wolfgang Schüssel avgick som förbundskansler i januari 2007 och ersattes av Gusenbauer, som ledde en koalitionsregering med ÖVP fram till december 2008. Werner Faymann efterträdde Gusenbauer både som partiledare och förbundskansler och återbildade en koalitionsregering med ÖVP efter både nationalrådsvalet 2008 och 2013. Werner Faymann avgick som partiledare och förbundskansler den 9 maj 2016 på grund av tappat förtroende inom partiet. Han efterträddes av Christian Kern. Från november 2018 till maj 2023 var Pamela Rendi-Wagner partiledare, den första kvinnan vid den posten. I maj 2023 valdes Andreas Babler till partiordförande.

## Valresultat sedan 1945
| Val  | Andel        | Mandat   | Ref    |
| ---- | ------------ | -------- | ------ |
| 1945 | 44,6 procent | 76 / 165 | [ 2 ]  |
| 1949 | 38,7 procent | 67 / 165 | [ 3 ]  |
| 1953 | 42,1 procent | 73 / 165 | [ 4 ]  |
| 1956 | 43,0 procent | 74 / 165 | [ 5 ]  |
| 1959 | 44,8 procent | 78 / 165 | [ 6 ]  |
| 1962 | 44,0 procent | 76 / 165 | [ 7 ]  |
| 1966 | 42,6 procent | 74 / 165 | [ 8 ]  |
| 1970 | 48,4 procent | 81 / 165 | [ 9 ]  |
| 1971 | 50,0 procent | 93 / 183 | [ 10 ] |
| 1975 | 50,4 procent | 93 / 183 | [ 11 ] |
| 1979 | 51,0 procent | 95 / 183 | [ 12 ] |
| 1983 | 47,6 procent | 90 / 183 | [ 13 ] |
| 1986 | 43,1 procent | 80 / 183 | [ 14 ] |
| 1990 | 42,8 procent | 80 / 183 | [ 15 ] |
| 1994 | 34,9 procent | 65 / 183 | [ 16 ] |
| 1995 | 38,1 procent | 71 / 183 | [ 17 ] |
| 1999 | 33,2 procent | 65 / 183 | [ 18 ] |
| 2002 | 36,5 procent | 69 / 183 | [ 19 ] |
| 2006 | 35,3 procent | 68 / 183 | [ 20 ] |
| 2008 | 29,3 procent | 57 / 183 | [ 21 ] |
| 2013 | 26,8 procent | 52 / 183 | [ 22 ] |
| 2017 | 26,9 procent | 52 / 183 | [ 23 ] |
| 2019 | 21,2 procent | 40 / 183 | [ 24 ] |

| Val  | Andel        | Mandat | Ref    |
| ---- | ------------ | ------ | ------ |
| 1996 | 29,1 procent | 6 / 21 | [ 25 ] |
| 1999 | 31,7 procent | 7 / 21 | [ 26 ] |
| 2004 | 33,3 procent | 7 / 18 | [ 27 ] |
| 2009 | 23,7 procent | 4 / 17 | [ 28 ] |
| 2014 | 24,1 procent | 5 / 18 | [ 29 ] |
| 2019 | 23,9 procent | 5 / 18 | [ 30 ] |

## Partiledare sedan 1945

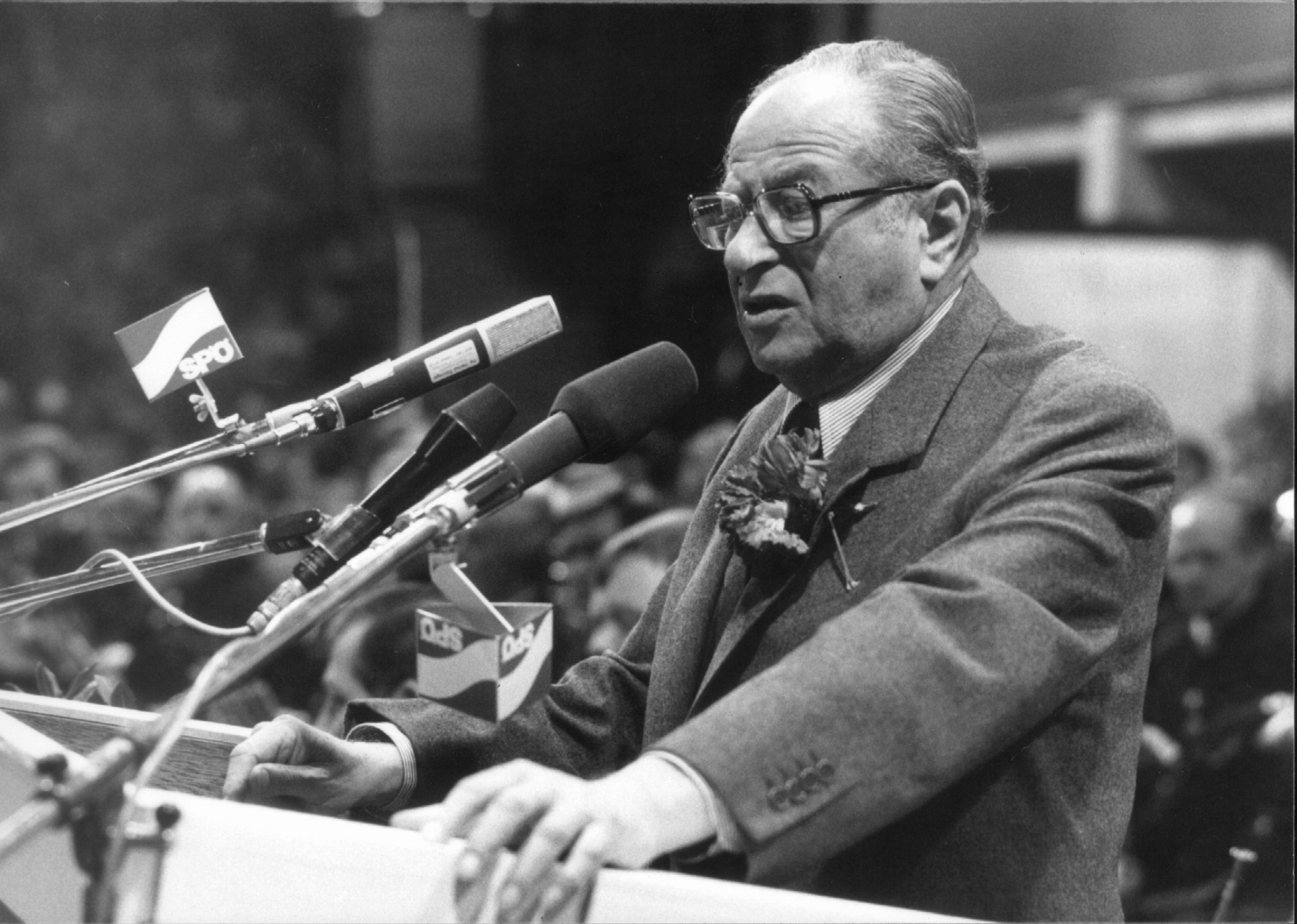
Bruno Kreisky var SPÖ:s ledare 1967–1983

- 1945–1957: Adolf Schärf
- 1957–1967: Bruno Pittermann
- 1967–1983: Bruno Kreisky
- 1983–1988: Fred Sinowatz
- 1988–1997: Franz Vranitzky
- 1997–2000: Viktor Klima
- 2000–2008: Alfred Gusenbauer
- 2008–2016: Werner Faymann
- 2016–2018: Christian Kern
- 2018–2023: Pamela Rendi-Wagner
- sedan 2023: Andreas Babler